# 銀色の月明かりの下で
『銀色の月明かりの下で』（ぎんいろのつきあかりのしたで、By the Light of the Silvery Moon）は、1953年に制作されたミュージカル映画。この作品は、『ムーンライト・ベイ (On Moonlight Bay)』の続編である。前作同様、作品の内容はブース・ターキントンの「Penrod」の作品集が下敷きになっている。

## おもなキャスト
- ドリス・デイ - マージョリー・ウィンフィールド (Marjorie Winfield)
- ゴードン・マクレエ（英語版） - ウィリアム・"ビル"・シャーマン (William 'Bill' Sherman)
- ビリー・グレイ（英語版） - ウィズリー・ウィンフィールド (Wesley Winfield)
- レオン・エイムズ - ジョージ・ウィンフィールド (George Winfield)
- ローズマリー・デキャンプ（英語版） - アリス・ウィンフィールド (Alice Winfield)
- メアリー・ウィックス - ステラ (Stella)
- ラッセル・アームズ（英語版） - チェスター・フィンリー (Chester Finley)
- マリア・パーマー（英語版） - ルネ・ラルー (Renee LaRue)
- ハワード・ウェンデル（英語版） - ジョン・H・ハリス (John H. Harris)
- ウォルター・フラナリー (Walter Flannery) - ロナルド・"ピー・ウィー"・ハリス (Ronald 'PeeWee' Harris)